# Trolejbusy w Ozurgeti
'Trolejbusy w Ozurgeti − zlikwidowany system komunikacji trolejbusowej w gruzińskim mieście Ozurgeti.

## Historia
Trolejbusy w  Ozurgeti uruchomiono 27 listopada 1980. W 1990 w mieście były 4 linie trolejbusowe, które były obsługiwane przez 22 trolejbusy. W ostatnim okresie istnienia systemu była jedna linia, która była obsługiwana przez 8 trolejbusów. Trolejbusy zlikwidowano w 2006.

## Tabor
W eksploatacji znajdowały się trolejbusy ZiU-9 i Škoda 14Tr.